# Campeonato Mundial de Ciclismo en Ruta de 1997
El Campeonato Mundial de Ciclismo en Ruta 1997 tuvo lugar del 7 de octubre al 12 de octubre en  San Sebastián en España. 

## Resultados
| Pruebas :                                       | Oro                              | Oro             | Plata                      | Plata       | Bronce                          | Bronce      |
| Pruebas masculinas                              |                                  |                 |                            |             |                                 |             |
| Hombres - carrera en línea                      | Laurent Brochard Francia         | 6 h 16 min 48 s | Bo Hamburger Dinamarca     | m.t.        | Léon van Bon · Países Bajos     | m.t.        |
| Hombres- contrarreloj                           | Laurent Jalabert Francia         | 52 min 01 s     | Serhiy Honchar · Ucrania   | 52 min 04 s | Chris Boardman Reino Unido      | 52 min 21 s |
| Pruebas masculinas - menores de 23 años         |                                  |                 |                            |             |                                 |             |
| Hombres - menores de 23 años - carrera en línea | Kurt Asle Arvesen · Noruega      | 3 h 00 min 46 s | Óscar Freire · España      | + 15 s      | Gerrit Glomser · Austria        | m.t.        |
| Hombres- menores de 23 años - contrarreloj      | Fabio Malberti · Italia          | 40 min 41 s     | László Bodrogi · Hungría   | 41 min 08 s | David George Sudáfrica          | 41 min 12 s |
| Pruebas femeninas                               |                                  |                 |                            |             |                                 |             |
| Mujeres - carrera en línea                      | Alessandra Cappellotto · Italia  | 2 h 44 min 37 s | Elisabeth Tadich Australia | m.t.        | Catherine Marsal Francia        | m.t.        |
| Mujeres - contrarreloj                          | Jeannie Longo Francia            | 39 min 15 s     | Zulfiya Zabirova · Rusia   | 39 min 16 s | Judith Arndt · Alemania         | 39 min 44 s |
| Pruebas masculinas - juniors                    |                                  |                 |                            |             |                                 |             |
| Hombres - juniors - carrera en línea            | Crescenzo D'Amore · Italia       | 2 h 54 min 49 s | Martin Bolt · Suiza        | m.t.        | Margus Salumets Estonia         | m.t.        |
| Hombres- juniors - contrarreloj                 | Torsten Hiekmann · Alemania      | 35 min 56 s     | Michael Rogers Australia   | 35 min 57 s | Alexei Markov · Rusia           | 36 min 11 s |
| Pruebas femeninas - juniors                     |                                  |                 |                            |             |                                 |             |
| Mujeres- juniors - carrera en línea             | Mirella van Melis · Países Bajos | 1 h 50 min 19 s | Nicole Brändli · Suiza     | m.t.        | Sofie Andersson · Suiza         | m.t.        |
| Mujeres- juniors - contrarreloj                 | Olga Zabelinskaia · Rusia        | 19 min 56 s     | Sylvia Hubscher · Alemania | 20 min 32 s | Maria Mercedes Cagigas · España | 20 min 33 s |

## Medallero
| Nación       | Oro | Plata | Bronce |
| ------------ | --- | ----- | ------ |
| Francia      | 3   | 0     | 1      |
| Italia       | 3   | 0     | 0      |
| Alemania     | 1   | 1     | 1      |
| Rusia        | 1   | 1     | 1      |
| Países Bajos | 1   | 0     | 1      |
| Noruega      | 1   | 0     | 0      |
| Suiza        | 0   | 2     | 1      |
| Australia    | 0   | 2     | 0      |
| España       | 0   | 1     | 1      |
| Dinamarca    | 0   | 1     | 0      |
| Ucrania      | 0   | 1     | 0      |
| Hungría      | 0   | 1     | 0      |
| Austria      | 0   | 0     | 1      |
| Estonia      | 0   | 0     | 1      |
| Reino Unido  | 0   | 0     | 1      |
| Sudáfrica    | 0   | 0     | 1      |

## Supuesto dopaje de Laurent Brochard

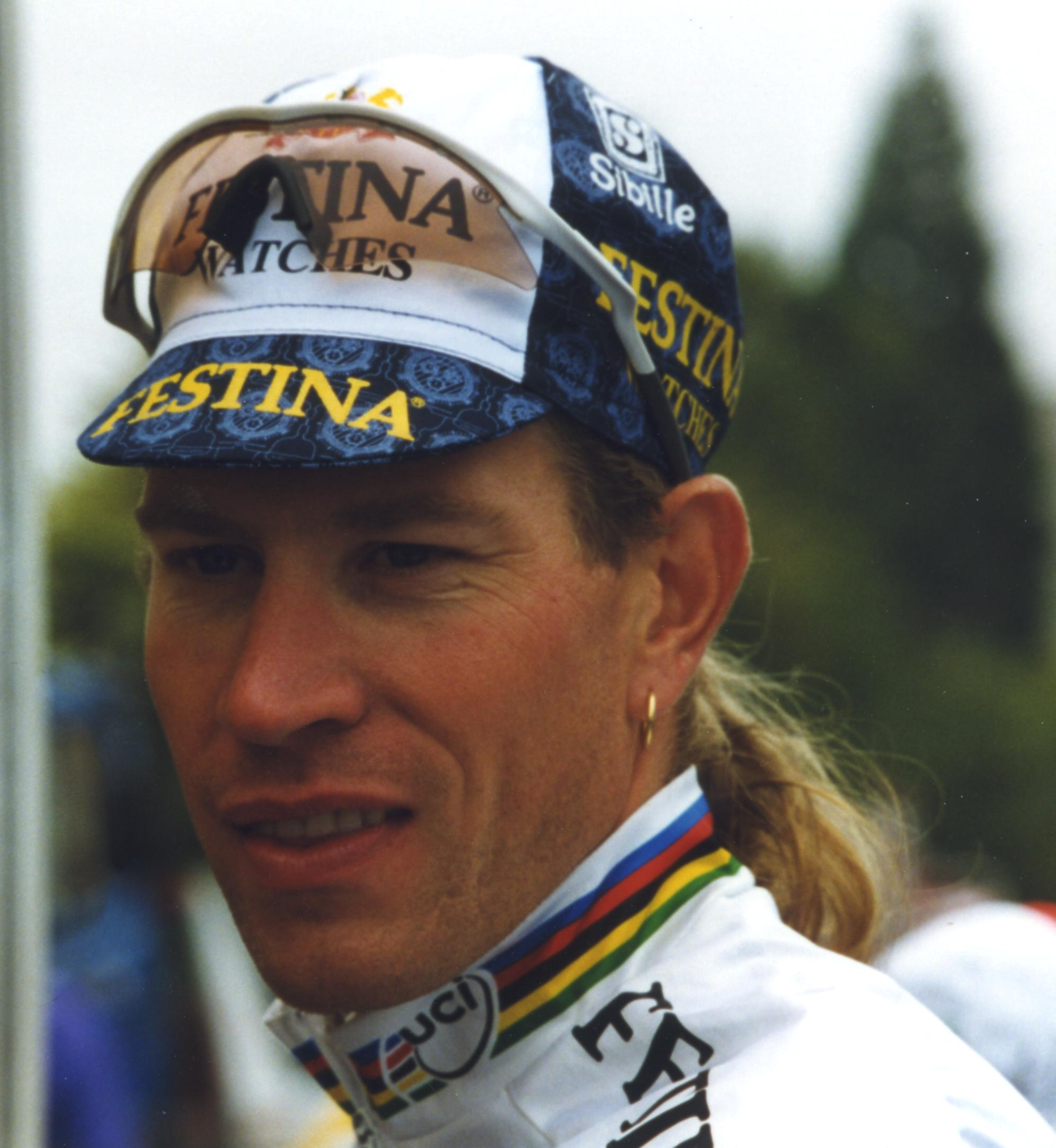
Laurent Brochard, con el maillot de campeón del mundo de este año.

Algunos meses después de su victoria en los campeonatos del mundo, salió a la luz el Caso Festina y Laurent Brochard formaba parte del equipo Festina reconociendo que se había dopado. Esta confesión le valió una sanción impuesta en diciembre de 1998 y válido hasta el 1 de mayo de 1999. El asunto Festina ayudó a poner al día la organización del dopaje en el seno del equipo del mismo nombre.
El masajista del equipo Willy Voet, cuyo arresto se produjo en julio de 1998 es el origen de este caso según revela en el libro Massacre à la chaîne editado en 1999 y en el que Laurent Brochard fue objeto de un control en el que dio positivo por lidocaína, cuando ganó el campeonato del mundo de carretera en 1997. Voet, que se ocupaba de los ciclistas del Festina seleccionados por Francia en estos campeonatos, atribuyó al Inzitan el control positivo, un esteroide que fue recetado por otro entrenador de Brochard. El médico del equipo Festina, Fernando Jiménez, a continuación, presentó un certificado médico que justificaba con efecto retroactivo la toma de este fármaco para la hernia discal que sufría Brochard. La Unión Ciclista Internacional recibió el certificado y no se inició proceso disciplinario contra Laurent Brochard, aunque se requería que el certificado fuese presentado en el control de dopaje. Willy Voet afirmó además que Brochard había "seguido la misma preparación" que Richard Virenque y Pascal Hervé en estos campeonatos, incluyendo EPO, la hormona de crecimiento y corticoides.